# Résistance en Autriche pendant la Seconde Guerre mondiale

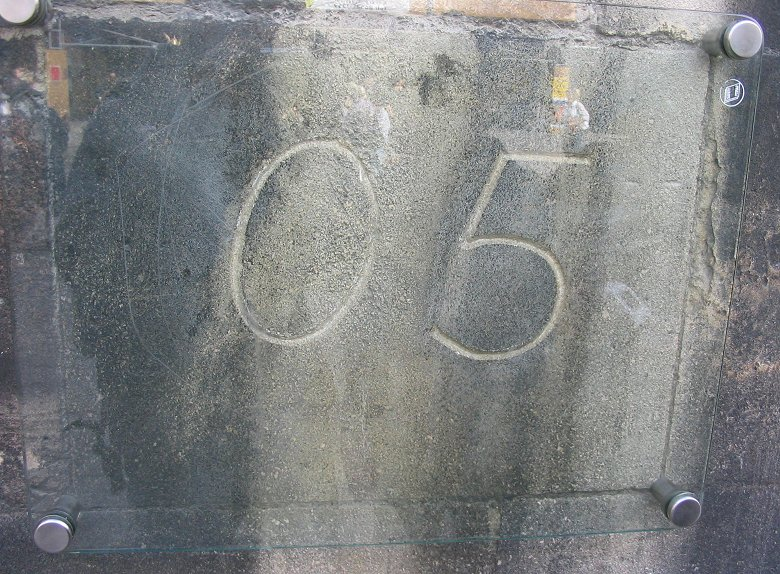
O5, signe de la résistance autrichienne à la cathédrale Saint-Étienne de Vienne.

La résistance autrichienne englobe l'ensemble des mouvements et réseaux clandestins qui durant la période de l'Autriche sous le nazisme ont poursuivi la lutte contre le régime nazi jusqu’à la fin de la Seconde Guerre mondiale et le rétablissement de la Deuxième République le 27 avril 1945. 

## Mouvements de résistance
Les mouvements de résistance prennent leurs racines dans la lutte contre l'austrofascisme, notamment depuis la guerre civile autrichienne en février 1934 puis contre l'annexion de l'État fédéral d'Autriche par l'Allemagne nazie (Anschluss) le 13 mars 1938. 
Les résistants, principalement composés de socialistes d’extrême gauche, tels des membres du parti Revolutionäre Sozialisten Österreichs (de) (RSÖ), fondé en 1934 par Otto Bauer comme successeur du Parti ouvrier social-démocrate illegalisé et soutenu par Friedrich Adler et Hugo Breitner en exil, ou de communistes membres du Parti communiste (KPÖ), de la Jeunesse communiste d'Autriche et de l'Österreichische Freiheitsfront (« Front de libération autrichien »), opéraient séparés du reste de la population pendant la guerre. Un exemple de figure saillante de ce mouvement est Josef Plieseis.
Il existait d'autres mouvements dans la résistance autrichienne, chez les catholiques (dont Heinrich Maier, Johann Gruber, Matthias Spanlang et Konrad Just), conservateurs (dont Karl Gruber et Joseph Franckenstein, ainsi que Jacob Kastelic) et monarchistes aussi bien que membres de l'ancienne noblesse autrichienne. Il est également notable qu'un certain nombre de nationalistes, même ayant des affinités avec l'austrofascisme comme Karl Lederer, aient résisté, étant opposés à l'absorption de l'État autrichien par le IIIe Reich[réf. souhaitée].
Un mouvement de toutes tendances politiques comprenant des différentes organisations n'est arrivé qu'au cours de la guerre, encouragé par la déclaration de Moscou sur l'Autriche, le 30 octobre 1943. Le signe du groupe de résistance le plus connu était O5, où le 5 représente la lettre E, OE étant l'abréviation d'Oesterreich (Autriche).

## Après-guerre
En octobre 1943, lors de la déclaration de Moscou, une déclaration sur l’Autriche affirmait que l'annexion (Anschluss) de l'Autriche par l'Allemagne était nulle et non avenue, et appelait à la création d'une Autriche libre après la victoire sur l'Allemagne nazie.
Toutefois, la société autrichienne a eu une attitude ambivalente envers le gouvernement nazi de 1938 à 1945 et ceux qui résistaient activement. Comme une grande partie de la population autrichienne supportait soit activement soit tacitement le régime nazi, les Alliés ont considéré l'Autriche comme faisant partie des protagonistes de la guerre et maintinrent leur occupation du pays après la capitulation de l'Axe jusqu'en 1955 (traité d'État autrichien).
En 1963 ouvre le Centre de documentation de la résistance autrichienne à Vienne, dont la mission est de collecter et diffuser l'information relative à la résistance au nazisme.